# Mario César da Silva
Mario César da Silva, oder einfach Mario César (* 21. September 1978) ist ein ehemaliger brasilianischer Fußballspieler.

## Karriere
Mario César da Silva stand 2003 beim Penang FA in Batu Kawan, Malaysia, unter Vertrag. Wo er von 2004 bis 2008 gespielt hat, ist unbekannt. Anfang 2009 nahm ihn der thailändische Klub Singhtarua FC unter Vertrag. Der Verein aus der Hauptstadt Bangkok spielte in der ersten Liga, der Thai Premier League. Mit Singhtaura gewann er 2009 den FA Cup. 2013 wechselte er zum Ligakonkurrenten Bangkok United. Hier absolvierte er in der Hinrunde neun Erstligaspiele. Zur Rückrunde wechselte er zum Rayong FC. Mit dem Verein aus Rayong spielte er in der zweiten Liga, der Thai Premier League Division 1. Am Ende der Saison musste der Verein in die dritte Liga absteigen. Nach dem Abstieg verließ er Rayong und ging nach Trat. Hier spielte er mit dem Trat FC in der zweiten Liga. Am Ende der Spielzeit musste er auch mit Trat in die dritte Liga absteigen.
Ende 2014 beendete er seine Karriere als Fußballspieler.

## Erfolge
Singhtarua FC
- Thailändischer Pokalsieger: 2009